# Dovyalis zenkeri
Dovyalis zenkeri är en videväxtart som beskrevs av Ernest Friedrich Gilg. Dovyalis zenkeri ingår i släktet Dovyalis och familjen videväxter. Inga underarter finns listade i Catalogue of Life.